# Amors pilar
Amors pilar (originaltitel: Cupid) var en amerikansk TV-serie som sändes under säsongen 1998-1999, skapad av Rob Thomas, med Paula Marshall som Dr. Claire Allen, en Chicago-baserad psykolog, vars nya patient Trevor Hale, tror att han är Kupido, och att han sänts från Olympen som straff för sitt högmod, och endast får återkomma när han lyckats förena 100 par utan sina krafter. Han börjar i Claires gruppterapi för singlar, men snart börjar det spira romantiska känslor mellan Trevor och Claire som de inte kan agera ifrån: hon eftersom hon måste bibehålla sin professionella distans, han eftersom han snart måste återvända till Olympen. Huruvida Trevor verkligen var Kupido eller inte lämnades avsiktligen vagt, och det fanns bevis för båda sidorna.
Serien varade bara en säsong, delvis på grund av att den var tablålagd på en dålig tid.

## Rollista

### Huvudpersoner
- Jeremy Piven — Kupido/Trevor Hale
- Paula Marshall — Dr. Claire Allen
- Jeffrey D. Sams — Champ

### Återkommande rollfigurer
- Paul Adelstein — Mike
- Noelle Bou—Sliman — Tina
- Daniel Bryant — Laurence
- Melanie Deanne Moore — Jaclyn
- Jeff Parise — Nick
- Geryll Robinson — Chris

### Gästroller (i urval)
- Kevin Scott Greer — Singelkille (4 avsnitt)
- Joe Flanigan — Alex (4 avsnitt)
- Hollis Resnik — Linda (3 avsnitt)

## Team
- Rob Thomas — Skapare, exekutiv producent, supervising producer
- Scott Winant — Executive producer, regissör
- Joe Voci — Exekutiv producent
- Scott Sanders — Exekutiv producent
- Jeff Reno — Exekutiv producent
- Ron Osborn — Exekutiv producent
- Hart Hanson — Co-Exekutiv producent
- W.G. "Snuffy" Walden — Musik

### Manusförfattare
- Michael Green
- Ron Osborn
- Jeff Reno
- Rob Thomas
- Elle Triedman

### Regissörer
- Michael Engler
- Michael Fields
- Tucker Gates
- Michael Katleman
- Elodie Keene
- Patrick Norris
- Peter O’Fallon
- David Petraraca
- Scott Winant
- Deran Sarafian

## Avsnitt
- "Pilot" (26 september 1998)
- "The Linguist" (3 oktober 1998)
- "Heaven, He’s In Heaven" (10 oktober 1998)
- "A Truly Fractured Fairy Tale" (17 oktober 1998)
- "First Loves" (24 oktober 1998)
- "Meat Market" (31 oktober 1998)
- "Pick-Up Schticks" (7 november 1998)
- "Heart of the Matter" (21 november 1998)
- "The End of an Eros" (12 december 1998)
- "Hung Jury" (19 december 1998)
- "A Great Personality" (7 januari 1999)
- "Grand Delusions" (14 januari 1999)
- "Bachelorette Party" (28 januari 1999)
- "The Children’s Hour" (11 februari 1999)

### Avsnitt som inte sändes i USA
- "Botched Make-Over"
- "Company Pier" (ej filmat)
- "Chapter Six" (ej filmat)

## Kuriosa
- I en artikel i Entertainment Weekly den 24 december 2004 nämnde seriens skapare Rob Thomas att serien skulle ha slutat med att Trevor och Claire skulle ha blivit hans hundrade par, men utan att avslöja huruvida Trevor var Kupido eller inte.
- Två av seriens huvudrollsinnehavare, Paula Marshall och Jeffrey D. Sams har återkommande gästroller i Rob Thomas serie Veronica Mars. Thomas har sagt att, om tillfälle getts, så skulle han skriva ett avsnitt där båda rollfigurerna finns med, liksom deras Amors pilar-kollega, Jeremy Piven. I ett avsnitt av Veronica Mars fanns det i en kort glimt på en lista över statistik för high school-basket en skola som hette Trevor Hale.
- Om man kastar om bokstäverna i Trevor Hale kan man få orden Heart Lover.
- Avsnittet "Hung Jury" är uppbyggt på samma sätt som filmen Tolv edsvurna män
- Avsnittet Botched Make-Over har inte sänts i USA. Däremot har det sänts i svensk TV av TV3.

## Artiklar och recensioner
- E! Online named Cupid as #4 on its “Top Ten Shows Cancelled Before Their Time”.
- Two 1998 articles from Tim Goodman San Francisco Examiner and Alan Sepinwall New Jersey Star-Ledger as listed on Rob Thomas’s Site.